# Вадимовка (Приморский край)
Вади́мовка — село в Черниговском районе Приморского края. Входит в состав Черниговского сельского поселения

## География
Находится на автодороге, соединяющей Хороль и Черниговку, в 15 км от районного центра.
Село Вадимовка расположено в долине реки Илистая (левобережье), в окружении рисовых полей (чеков).
От автодороги, соединяющей Черниговку и Вадимовку на север отходит дорога к Алтыновке.

## Население
| 1926 | 2002  | 2008 | 2010 |
| ---- | ----- | ---- | ---- |
| 1445 | ↘1003 | ↘745 | ↘710 |

## Улицы
| - ул. Есенина, - ул. Комсомольская, - ул. Ленинская, - ул. Лермонтова, - ул. Луговая, - ул. Маяковского, | - ул. Молодёжная, - ул. Набережная, - ул. Некрасова, - ул. Партизанская, - ул. Первомайская, - ул. Полевая, | - пер. Пушкинский, - ул. Толстого, - ул. Шевченко, - ул. Школьная, - пер. Школьный. |

## Экономика
Жители занимаются сельским хозяйством.

## Известные уроженцы
- Зикунова, Ирина Валериевна (род. 1971) — российский экономист и государственный деятель.